# Бурматов, Владимир Владимирович
Влади́мир Влади́мирович Бурматов (род. 18 августа 1981, Златоуст, Челябинская область, РСФСР, СССР) — российский политический деятель. Депутат Государственной Думы Федерального собрания Российской Федерации VIII созыва, первый заместитель председателя комитета Государственной Думы по экологии с 12 октября 2021 года.
Председатель комитета Государственной Думы Федерального собрания Российской Федерации по экологии и охране окружающей среды (9 октября 2017 — 12 октября 2021). Депутат Государственной Думы Федерального собрания Российской Федерации, VI и VII созывов (2012—2021). Первый заместитель председателя комитета Государственной думы Федерального собрания Российской Федерации по образованию (2014—2016), член комитета ГД по Регламенту и организации работы Государственной Думы. Первый заместитель руководителя Уральского межрегионального координационного совета партии «Единая Россия».
Заместитель руководителя Центрального штаба Молодой Гвардии Единой России» (2008 — 2011). Руководитель Челябинского регионального штаба ВОО «Молодая гвардия Единой России» (2008 — 2010).
Получил известность в соцсетях своими выступлениями и законодательными инициативами в защиту прав бродячих собак.
Из-за вторжения России на Украину, находится под международными санкциями Евросоюза, США, Великобритании и ряда других стран

## Биография

### Образование
Родился 18 августа 1981 года в городе Златоусте Челябинской области, детство провёл в Южноуральске. В 1997 году переехал в Челябинск, где окончил гимназию № 63.
В 1998 году поступил на факультет управления Челябинского Государственного Университета. Все пять лет был старостой группы. В 2003 году с отличием окончил факультет управления Челябинского государственного университета по специальности «Государственное и муниципальное управление».
В 2006 году в Челябинской государственной академии культуры и искусств защитил под руководством профессора М. Е. Дуранова диссертацию «Формирование информационной культуры студентов в деятельности вузовских средств массовой коммуникации на основе культурологического подхода», тем самым став кандидатом педагогических наук.

### Карьера
В 2006—2007 годах — главный специалист по работе с молодёжью исполкома Челябинского РО ВПП «Единая Россия», член Челябинского регионального политсовета «Молодой гвардии Единой России» (МГЕР). В 2006 году на II федеральном съезде МГЕР избран в состав политсовета, в 2008 году на III съезде переизбран[значимость факта?].
В 2008—2010 годах — руководитель Челябинского регионального штаба МГЕР. За время работы провел множество неоднозначных акций против представителей других партий.
С 2008 года — заместитель руководителя Центрального штаба МГЕР (начальник Центрального штаба — Александр Борисов). В 2009 году стажировался в «Школе кремлёвских блогеров» (ШКБ) Алексея Чадаева — Максима Жарова.
В конце 2009 года вошёл в «Список лиц, включённых в „шестую сотню“ резерва управленческих кадров, находящихся под патронажем президента Российской Федерации».
28 мая 2010 года на встрече президента Д. А. Медведева с активом всероссийской политической партии «Единая Россия» назвал себя таким же блогером, как Медведев, и утверждал, что его блог находится в списке топ-50 Яндекса.
23 июня 2010 года президиум генерального совета партия «Единая Россия» принял решение о создании «Общественного совета по работе с блогосферой» (ОСРБ), председателем ОСРБ был назначен Руслан Гаттаров, его заместителем — Владимир Бурматов.
4 декабря 2011 года избран депутатом VI созыва Государственной Думы РФ, назначен на должность первого заместителя главы комитета по образованию. В декабре 2012 года, в связи с обвинениями в плагиате кандидатской диссертации, покинул пост первого заместителя главы комитета по образованию и перешел рядовым членом в комитет по делам общественных объединений и религиозных организаций. Член молодёжной парламентской ассамблеи Совета Федерации Федерального Собрания РФ.
С 1 сентября 2010 года занимал пост заведующего кафедрой политологии и социальных коммуникаций Российского экономического университета им. Г. В. Плеханова. После обвинений в плагиате в его диссертации покинул кафедру. Входил в редакционный совет электронного научного журнала «Известия РЭУ им. Г. В. Плеханова» в секции «Гуманитарные науки и право» как «к. п. н. доц. Бурматов В. В.».
До 2012 года вёл на радио «Вести ФМ» передачу «Обзор блогов», которая впервые была объявлена 11 сентября 2009 года.
С марта 2012 года — заместитель руководителя Уральского межрегионального координационного совета партии «Единая Россия» по идеологической работе. С апреля 2012 года — первый заместитель руководителя Уральского межрегионального координационного совета партии «Единая Россия». В мае 2012 года вошёл в состав Комиссии Президиума Генсовета Партии по работе с обращениями граждан. 26 мая 2012 года решением XIII Съезда Партии вошёл в состав Генерального совета партии «Единая Россия».
14 ноября 2013 года выступил с требованием изгнать из Министерства образования и науки РФ чиновников, в чьих диссертациях обнаружен плагиат.
23 сентября 2014 года комитет Государственной думы по регламенту внёс проект постановления о повторном назначении Бурматова первым заместителем председателя комитета по образованию и рекомендовал Госдуме рассмотреть его 26 сентября. Эту просьбу поддержала фракция «Единая Россия».
На парламентских выборах 18 сентября 2016 года прошел в Думу по Металлургическому одномандатному округу (№ 190, Челябинская область).
22 сентября 2016 года премьер-министр РФ и председатель «Единой России» Дмитрий Медведев предложил Бурматову стать руководителем центрального исполкома В этот же день он был утвержден на должность Руководителя Центрального исполнительного комитета Партии.
С 9 октября 2017 года — председатель комитета Государственной Думы РФ по экологии и охране окружающей среды.
19 июля 2018 года Бурматов как член фракции «Единая Россия» проголосовал за пенсионную реформу.

## Законотворческая деятельность
С 2011 по 2019 год, в течение исполнения полномочий депутата Государственной Думы VI и VII созывов, выступил соавтором 68 законодательных инициатив и поправок к проектам федеральных законов.

## Экологические взгляды

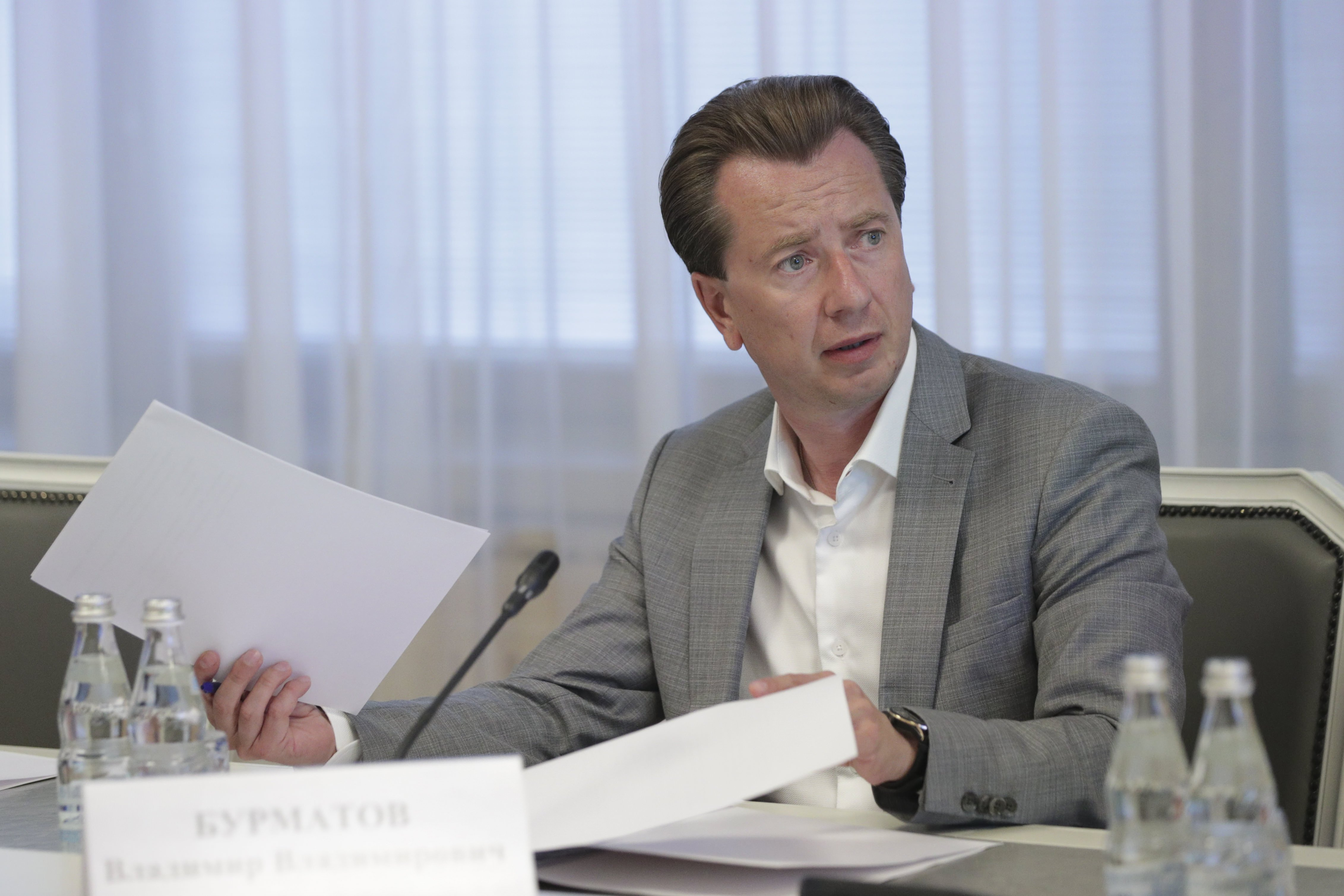
На заседании Президиума Совета законодателей Российской Федерации при Федеральном Собрании РФ, 2021 год

Бурматов является сторонником экспериментальной методики ОСВВ, узаконивающей свободное нахождение безнадзорных собак в городской среде и неоднократно заявлял, что будет добиваться ее принятия на федеральном уровне. Решением Верховного суда РФ в январе 2017 года ОСВВ была запрещена в Ростовской области, как не соответствующая действующему законодательству в области обеспечения санитарно-эпидемиологического благополучия населения и предупреждение возникновения заразных заболеваний. После того как в октябре 2018 года городской суд Санкт-Петербурга запретил ОСВВ в этом субъекте федерации, Бурматов обратился через социальные сети, что «важно ликвидировать те законодательные пробелы, которые сейчас позволили инициаторам этого решения его добиться». Тем не менее, в марте 2019 года Верховный Суд РФ подтвердил решение городского суда Санкт-Петербурга о запрете возврата отловленных бродячих собак обратно на улицы. Однако несколькими днями позднее Бурматов заявлял, что продолжит борьбу за права бродячих собак и будет добиваться устранения законодательных препятствий, на которые ссылается ЖКХ, для свободного допуска безнадзорных зверей в подвалы многоэтажных жилых домов.
Неординарные экологические взгляды и частые выступления депутата в защиту прав бродячих собак стали предметом иронии со стороны СМИ. В редакционной статье «Собачье сердце Бурматова» издания UralDaily, депутату ставится в упрек, что в 2017 году он был сосредоточен на борьбе с борщевиком, при этом игнорировал серьезные экологические проблемы региона, в частности, выбросы заводов в Челябинске и Томинского ГОКа:
«Опасней борщевика только крапива, и мы уверены, что победив борщевик, Владимир Владимирович Бурматов расправится и с этим проклятым растением». Анализируя деятельность Бурматова на посту главы комитета по экологии госдумы в 2018 году, издание отмечает, что «с флоры Владимир Владимирович внезапно перешёл на фауну и перед изумлённым взором электората побежала длинная собачья стая бурматовских инициатив».
Издание LentaChel в 2018 году в статье «Депутат Бурматов и сенатор Гехт борются за благосклонность южноуральских собак» иронично заметило, что выступления депутата и его землячки-сенатора в защиту бродячих животных являются лишь пиаром и игрой на публику.

## Семья
Вместе с супругой Ольгой Юрьевной Бурматовой (1981) воспитывают сына и дочь. Младший брат — Вячеслав Бурматов, с 2018 года — проректор по внеучебной работе и молодежной политике ЮУрГУ, кандидат педагогических наук. Отец Бурматова был советским чиновником, курировавшим в городском совете Южноуральска молодежную политику.

## Доходы
Согласно официальной декларации в 2018 году Бурматов заработал 6 миллионов 582 тысяч 846 рублей (в 2017 году — 5 миллионов 300 тысяч 440 рублей). Супруга Владимира Бурматова в 2018 году заработала 509 тысяч 372 рубля (в 2017 году — 181 тысячу 805 рублей). В общей собственности с женой имеет квартиру 30,9 кв м., а также личный автомобиль: Тойота Land Cruiser 200

## Санкции
23 февраля 2022 года внесён в санкционные списки стран Евросоюза за действия и политику, которые подрывают территориальную целостность, суверенитет и независимость Украины и еще больше дестабилизируют Украину.
24 февраля 2022 года включён в санкционный список Канады «близких соратников режима» за голосование о признании независимости «так называемых республик в Донецке и Луганске».
24 марта 2022 года, на фоне вторжения России на Украину, включён в санкционный список США за «соучастие в войне Путина» и «поддержку усилий Кремля по вторжению в Украину», Госдеп США заявил что депутаты Госдумы используют свои полномочия для преследования инакомыслящих и политических оппонентов, нарушают свободу информации, ограничивают права человека и основные свободы граждан России.
Позднее, по аналогичным основаниям, включён в санкционные списки Великобритании, Швейцарии, Австралии, Японии, Украины и Новой Зеландии.

## Критика
Известен в Интернете как источник ставшей мемом аббревиатуры БИНХ (Бурматов, идите на хуй), часто используемой в комментариях к постам Бурматова
[значимость факта?].
В начале августа 2010 года Руслан Гаттаров и Владимир Бурматов стали главными фигурантами «пожарного скандала» — постановочного тушения командой центрального штаба движения МГЕР во главе с руководителем штаба сенатором от Челябинской области Русланом Гаттаровым и его заместителем Владимиром Бурматовым деревьев под Рязанью, предварительно подожжённых самими молодогвардейцами. Блогеры нашли множество несоответствий: тушение в районе, далёком от фактических возгораний в этот период времени, удивительно чистые лопаты и одежда, отсутствие дыма, постановочные кадры и десятки сообщений в твиттер Бурматова во время борьбы с огнём..
26 августа 2010 года в своем блоге в крайне неэтичной форме обвинил музыканта Юрия Шевчука в мародёрстве во время Чеченской войны. Сообщение вызвало три с половиной тысячи комментариев, абсолютное большинство которых было против Бурматова. По мнению Аркадия Бабченко, который сам является участником обеих чеченских войн, Бурматов не только оскорбил лично Шевчука, но и «оттоптался на груди тех восемнадцатилетних пацанов — проданных, преданных, но не сломавшихся, — которые и делали эту войну. Унизил то, как они жили. Как воевали. Как умирали». Бабченко вызвал Бурматова на «дуэль» в эфире радиостанции «Русская служба новостей», где с большим отрывом одержал победу.
Осенью 2012 года депутат Бурматов посетил свою альма-матер — Челябинский государственный университет, и 29 октября дал интервью парламентской газете. В нём он заявил, что ЧелГУ выделялись средства на создание нормальных условий для обучения инвалидов, но ничего не было сделано. При этом он сослался на неких волонтёров, которые проверили вуз на доступность. Однако Минобрнауки не выявил признаков неэффективности как в самом университете, так и во всех его филиалах на территории области, хотя Бурматов заявил об обратном, а также о грядущей реорганизации учебного заведения.
Зимой 2013 года по запросу депутата от фракции «Справедливая Россия» Ильи Пономарёва прокуратура Москвы провела проверку, в ходе которой выяснилось, что Бурматов не соответствует требованиям, предъявляемым к должности заведующего кафедрой политологии и социологии, так как не имеет необходимого стажа педагогической работы. Прокуратура вынесла представление ректору университета, а в ВАК была сформирована комиссия по диссертации Бурматова. В то же время в прокуратуре не нашли оснований для привлечения Бурматова к уголовной ответственности.
В 2019 году в личном блоге на сайте радиостанции «Эхо Москвы» тренер по дрессировке собак Людмила Рытикова отмечала как популизм экологических идей Бурматова, так и деструктивность нового закона «Об ответственном обращении с животными», разработанного комитетом, возглавляемым Бурматовым, принятого Госдумой в конце декабря 2018 года. По ее мнению, Бурматова поддерживают лишь «неграмотные зооспасители, в просторечии называемые зоошизой»: бродячие собаки, которые по новому закону впервые в российской истории, получат неприкосновенность, сожрут всех уличных кошек. По ее мнению инициативы Бурматова находят поддержку среди населения лишь потому, что «граждане у нас добрые и наивные, не измученные критическим мышлением и кинологическим образованием», а призывы Бурматова подкармливать бродячих собак могут привести к печальным последствиям — к росту популяции этих одичавших животных в городах, распространению опасных заболеваний и противоречат правам граждан на безопасную среду обитания, гарантированную Конституцией.
В августе 2022 года большой общественный резонанс вызвала реакция Бурматова по делу об отстреле волка, загрызшего мальчика в Дагестане. По данным телеграм-канала «Безвластное болото», Бурматов встал на защиту животного, пообещав возбудить уголовное дело на охотников, застреливших волка. Депутат Государственной думы от партии «Единая Россия» Султан Хамзаев в своём телеграм-канале так прокомментировал ситуацию: «Иногда, в погоней за цитируемостью экоактивисты путают реальные проблемы с вопросом выживания и безопасностью людей, доводя это до абсурда. Нужно сначала разобраться в деле, а потом комментировать новости». По мнению члена Совета Федерации от ЛДПР Елены Афанасьевой, Бурматов «совсем помешался на защите агрессивных животных, что начинает походить на них сам».

### Кандидатская диссертация
В конце ноября 2012 года в СМИ были опубликованы наблюдения доктора физико-математических наук и выпускника Челябинского государственного университета Николая Горькавого), в которых ставилось под сомнение качество диссертации Бурматова. В работе отсутствовали ссылки на труды самого кандидата, хотя согласно требованиям ВАК публикации диссертанта должны поддерживать основную часть текста диссертации.
После этого пользователь «Живого Журнала» hyperpov опубликовал отсканированные копии текстов диссертации Бурматова и более ранних диссертации Любови Нестеровой и статьи Александра Фёдорова, демонстрирующие дословное заимствование части диссертации Нестеровой и статьи Фёдорова. При этом Бурматов не упоминает Нестерову и Фёдорова ни в ссылках, ни в списке литературы. Вскоре большие объёмы некорректных заимствований были обнаружены также блогером kyschik, а позднее и сообществом «Диссернет». Горькавый отметил, что, кроме прямых заимствований, диссертация Бурматова имеет признаки фальсификации научного исследования: так, она содержала результат анкетирования студентов и преподавателей ЧелГУ, полностью идентичный таблице из диссертации Нестеровой, описывающей результаты анкетирования студентов и инженеров лесной академии.
После обвинений в плагиате Бурматов покинул посты заместителя председателя комитета Госдумы по образованию и заведующего кафедрой в РЭУ им. Г. В. Плеханова.
Проведённая РГБ дополнительная экспертиза подтвердила, что количество оригинального текста в диссертации Бурматова составляет не более 34 % (плагиатом считались только точные совпадения текста). В ответ на экспертизу Бурматов заявил, что это попытка оказать на него давление, и что РГБ не имеет право оценивать оригинальность диссертаций. Директор РГБ Александр Вислый опроверг давление при экспертизе и отметил, что повторная экспертиза скорее всего выявит больший процент заимствований.